# Polystichum pseudocastaneum
Polystichum pseudocastaneum là một loài thực vật có mạch trong họ Dryopteridaceae. Loài này được Ching & S.K. Wu miêu tả khoa học đầu tiên năm 1983.